# Хандагай (Боханский район)
Хандагай (бур. Хандагай — «лось») — деревня в Боханском районе Иркутской области России. Входит в состав Новоидинского муниципального образования. Находится примерно в 145 км к западу от районного центра.

## Население
По данным Всероссийской переписи, в 2010 году в деревне проживали 232 человека (107 мужчин и 125 женщин).